# Essex A
Essex A – hybrydowy samochód osobowy produkowany przez amerykańskie przedsiębiorstwo motoryzacyjne Essex Motor w roku 1919.

## Dane techniczne Essex A

### Silnik
- S4 2930 cm³[1]
- Układ zasilania: b.d.
- Średnica cylindra × skok tłoka: b.d.
- Stopień sprężania: b.d.
- Moc maksymalna: 55 KM (40 kW)[1]
- Maksymalny moment obrotowy: b.d.

### Osiągi
- Przyspieszenie 0–80 km/h: b.d.
- Przyspieszenie 0–100 km/h: nie dotyczy
- Prędkość maksymalna: 97 km/h[1]